# Hästskopalatset

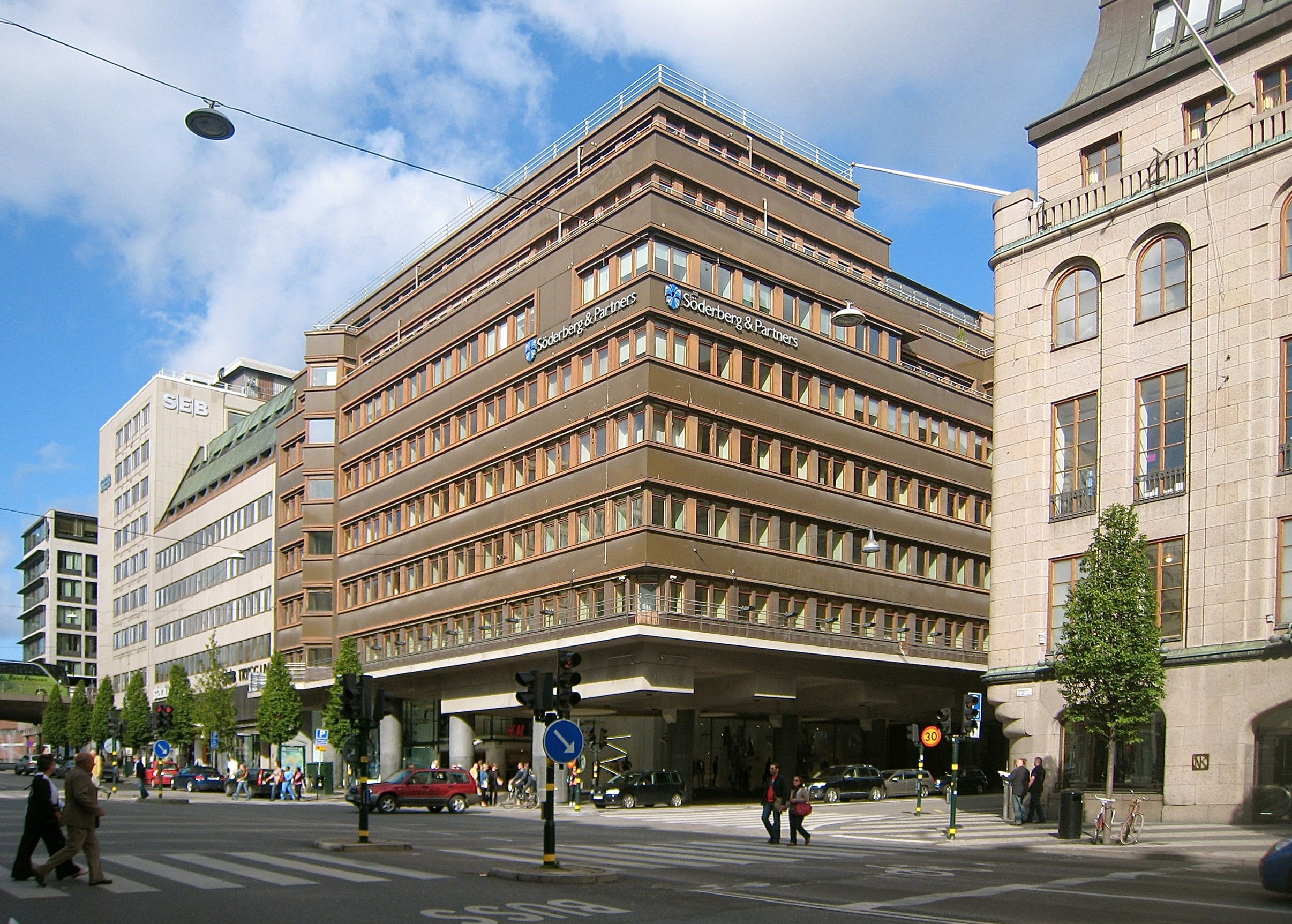
Hästskopalatset 2009.

Hästskopalatset är en kombinerad handels- och kontorsfastighet i kvarteret Hästskon i korsningen Hamngatan/Regeringsgatan på Norrmalm i centrala Stockholm.

## Historik

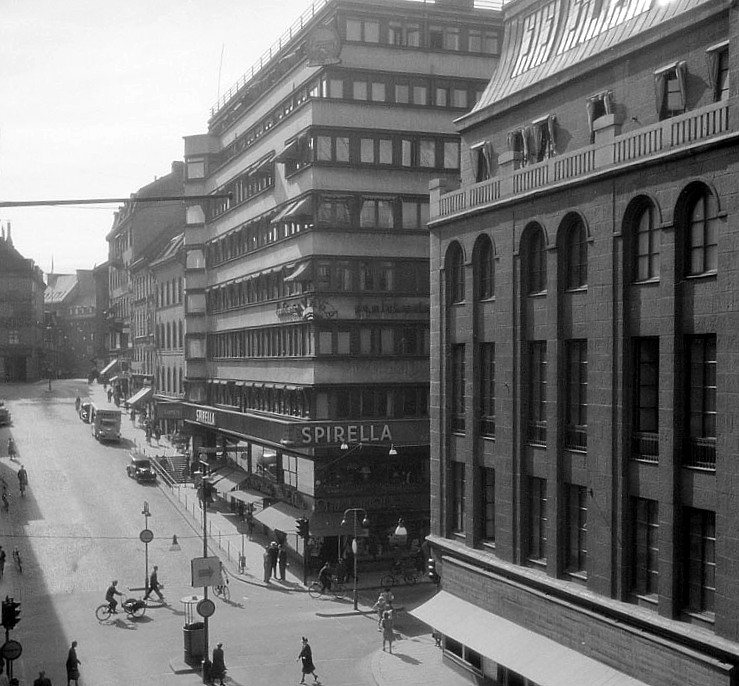
Hästskopalatset, 1940-tal.

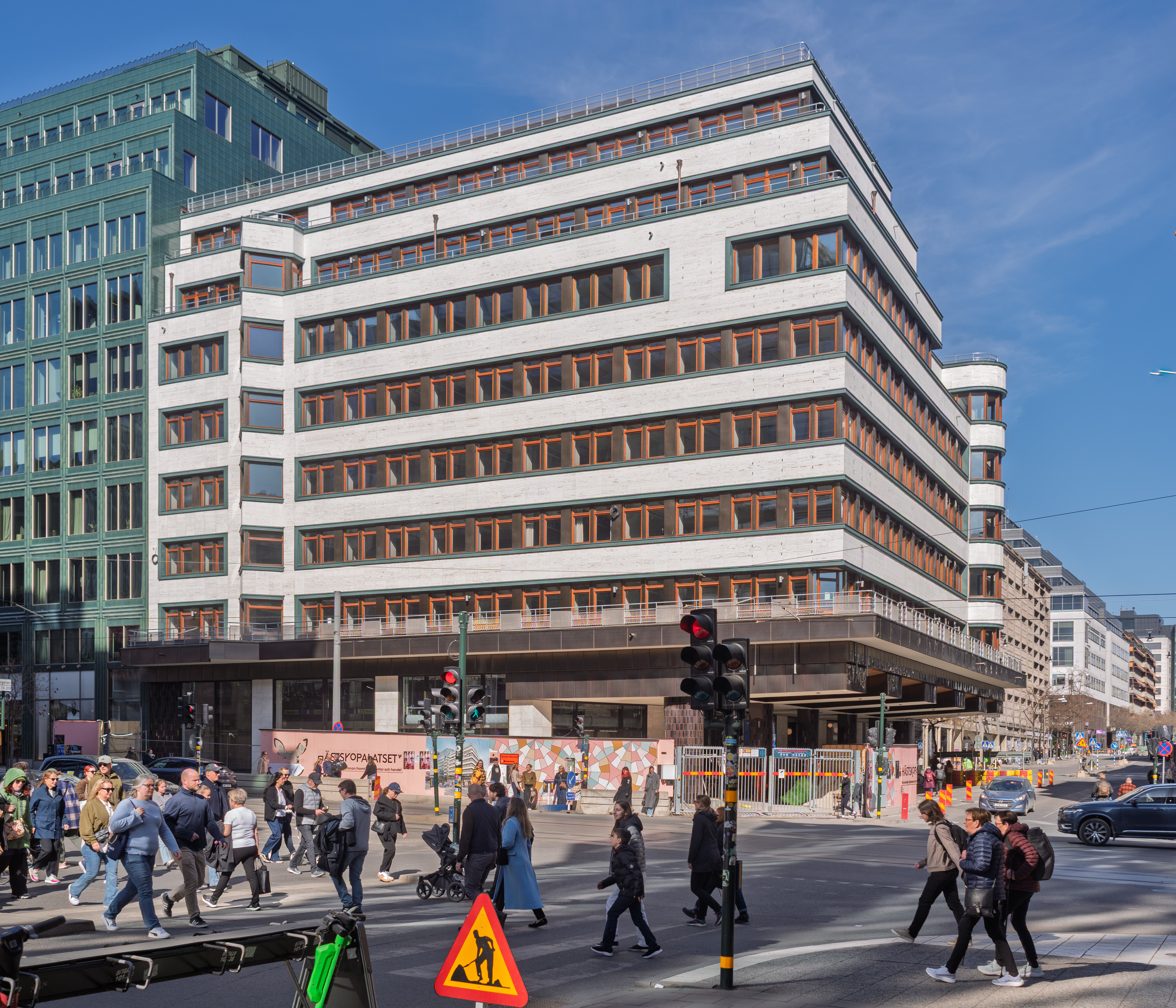
Byggnaden under renovering i april 2025 med renoverad fasad utan plåt.

Den funktionalistiska byggnaden stod färdig 1935 efter ritningar den danska butiksinredningsfirman Allan Christensen & Co AB (senare Allanco), vars Stockholmskontor upprättade ritningarna under ledning av de danska chefsarkitekterna Wulff-Hansen och Ove Gormsen. Byggmästare var Karl Bergström. Fasaden var ursprungligen vitputsad. Byggnaden är tillsammans med varuhuset NK den enda bebyggelsen i den forna Hamngatsbacken som överlevde Norrmalmsregleringen. Byggnaden anpassades redan från början till backens framtida sänkning varvid trottoaren låg lägre än gatunivån och avslutades med en trappa. Då sänkningen av backen inte kom till stånd förrän på 1960-talet tvingades staden betala ett årligt skadestånd till fastighetsägaren. I byggnaden låg tidigare restaurang Hästskobaren.
Hästskopalatset genomgick en omfattande ombyggnad i början av sjuttiotalet, utförd efter ritningar av arkitektparet Jon Höjer och Sture Ljungqvist (Höjer & Ljungqvist). Byggnaden fick en ny plåtfasad 1971 som monterades över den gamla marmorfasaden och bottenvåningen ombyggdes kraftigt i samband med breddningen av Regeringsgatan. Samtidigt kontoriserades huset för den dåvarande ägaren, Skandinaviska Banken. 
H&M:s flaggbutik låg på bottenvåningen i mer än 40 år, butiken hade även en ingång från Sergelgången. Butiken stängde permanent den 20 februari 2022. I januari 2024 meddelade fastighetsägaren Vasakronan att H&M ska återvända till fastigheten 2025, tillsammans med bland andra ett internationellt konsultbolag. 
Som en följd av att Regeringsgatan har breddats sticker i dag huset ut över trottoaren och delar av gatan.

### Renovering
Huset ägs idag av Vasakronan, vilka planerar en totalrenovering, med en början på hösten 2022 och förväntas vara klart 2025. Projektet utförs av Skanska och Equator arkitekter. Fasaden ska bl a renoveras och fasadfärgen ändras från brun till vit.

## Nybyggnadsritningar 1930
